# Эйкен, Уильям
Уильям Эйкен Младший (англ. William Aiken Jr.; 28 января 1806, Чарлстон (Южная Каролина) — 6 сентября 1887, Флет-Рок, штат Северная Каролина) — американский политик и государственный деятель США, 61-й губернатор штата Южная Каролина (7 декабря 1844 — 8 декабря 1846).

## Биография
Родился в семье эмигранта из Северной Ирландии, основателя и президента компании South Carolina Canal and Railroad Company.
В 1825 году окончил колледж Южной Каролины (ныне Университет Южной Каролины) в г. Колумбия.
Успешный бизнесмен. Плантатор. Занимался сельским хозяйством. Жил в Чарлстоне.
С 1837 г. стал активным политиком. Избирался членом Палаты представителей от Южной Каролины в 1838—1842 годах и Сената (1842—1844).
С 7 декабря 1844 до 8 декабря 1846 — губернатор штата Южная Каролина.
После ухода с поста губернатора, Эйкен заседал в Палате представителей США (4 марта 1851 — 3 марта 1857). В декабре 1855 года Эйкен был одним из ведущих кандидатов на пост спикера Палаты представителей США.
В 1861 г. был арестован федеральными властями за отказ присутствовать на подъеме флага США в Форт-Самтере после его захвата войсками северян. После окончания гражданской войны в США (1865) был избран в Палату представителей США, но лишён своего места.